# Agathobelus
Agathobelus là một chi bọ cánh cứng trong họ Belidae.

## Các loài
- Agathobelus bivittatus Zimmerman, 1994